# Michele Ferrari
Michele Ferrari (født 26. marts 1953 i Ferrara, Italien) er en italiensk læge og sportstræner, der er kendt for sine resultater og for at være involveret i flere dopingsager.
Michele Ferrari blev uddannet som læge fra universitetet i Ferrara i 1978. I 1981 videreuddannede han sig til sportslæge ved Sapienza - Università di Roma. Michele Ferrari startede sin karriere indenfor idrætsmedicin som læge og træner indenfor langrend. I 1980'erne skiftede han til cykelsport. Han blev i 1984 kendt som Francesco Conconis assistent, da de hjalp Francesco Moser med at slå timerekorden i cykling.
Michele Ferrari begyndte at rådgive individuelle cykelryttere, bl.a. topnavne som Mario Cipollini, Alex Zülle, Laurent Jalabert, Tony Rominger og Lance Armstrong. Af disse er Cipollini og Jalabert testet positive for doping under cykelløb, Zülle har indrømmet at have brugt doping, og Armstrong er dømt for doping. Rominger blev i 2005 (dvs. før Armstrongs dom) kaldt "Ferraris vigtigste ikke-dømte elev udover Lance Armstrong".

## Dopingsager
I 1994 førte særpræget gode sportslige resultater for cykelholdet Gewiss-Ballan, der havde Ferrari som holdlæge, til de første spekulationer om, at Ferrari kunne have hjulpet holdet ved at gøre brug af doping.
I en retssag ved en domstol i Bologna, der var blevet indledt i 2001, vidnede den italienske landevejscykelrytter Filippo Simeoni i februar 2002, at Ferrari havde foreskrevet dopingmidler som epo og væksthormoner til ham i 1996 og 1997, hvilket Ferrari benægtede. Ved retssagens afslutning i 2004 blev Ferrari idømt 12 måneders betinget fængsel for at have misbrugt sin lægeordination til at administrere doping til førende cykelryttere
I juni 2012 blev Michele Ferrari officielt anklaget af United States Anti-Doping Agency (USADA) for at administrere og videregive forbudte stoffer til Lance Armstrong og andre cykelryttere fra cykelholdet US Postal, og efterfølgende, (i juli 2012), af USADA idømt livsvarig udelukkelse fra professionel sport. I december 2012 fastholdt Ferrari sin uskyld i et interview med Al Jazeera. I januar 2013 efter Lance Armstrong havde tilstået at bruge præstationsfremmende midler, udtalte Ferrari på sin blog at cykelrytteren kunne have opnået tilsvarende blodværdier og præstation med højdetræning. Udelukkelsen betød, at det nu ikke længere var tilladt for en sportsudøver at samarbejde med Ferrari, og at det ville medføre udelukkelse i op til 2 år, hvis det alligevel skete. I 2014 aflagde Lance Armstrong ed på, at han i løbet af sin karriere havde modtaget præstationsfremmende midler af Ferrari.
I 2015 blev Michele Ferrari indkaldt af Italiens Olympiske Komites dopinganklager til at svare på spørgsmål, da han var mistænkt for give rådgivning om epo til skiskytte Daniel Taschler og dennes far,  og efterfølgende blev en retssag indledt. Ved en domstol i Bolzano blev Ferrari kendt skyldig i doping af Taschler og ikendt 18 måneders betinget fængsel og en bøde.
I februar 2020 verserede der rygter om, at den danske cykelrytter Jakob Fuglsang havde haft kontakt med Ferrari, men cykelsportens uafhængige antidopingenhed, Cycling-Anti Doping Foundation (CADF), afviste, at der var tale om en sag.